# Морозов, Никита Семёнович
Никита Семёнович Морозов (1864, Новочеркасск — 1925, Москва) — русский музыкальный теоретик и педагог; автор теоретических трудов о музыкальной форме, ритме, мелодии и гармонии, а также музыкальных сочинений; близкий друг Сергея Рахманинова.

## Биография
Окончил в 1887 году математический факультет Московского университета.
В 1891 году окончил Московскую консерваторию по классу фортепиано, а 1892 году — по классу композиции (ученик А. С. Аренского). Также брал уроки композиции у С. И. Танеева. В 1893—1924 годах был профессором Московской консерватории по классу теории музыки.

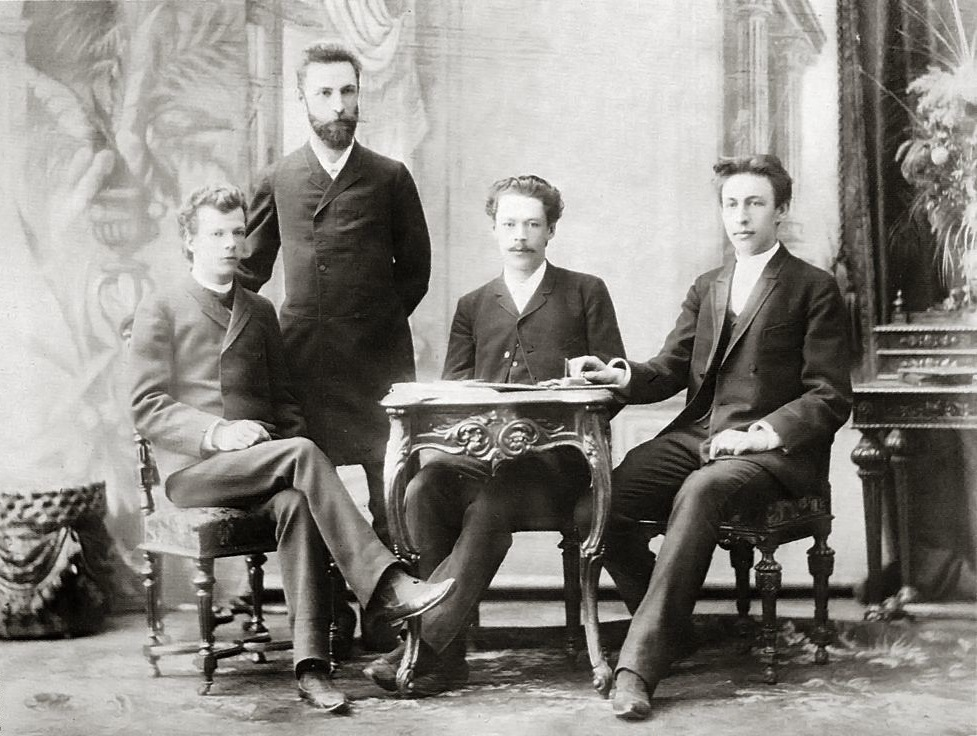
Лев Конюс (крайний слева) вместе со своим учителем Антоном Аренским и соучениками Никитой Морозовым и Сергеем Рахманиновым

Н. С. Морозов был дружен со А. Н. Скрябиным и С. В. Рахманиновым, у которого иногда гостил в Ивановке. Рахманинов посвятил Морозову кантату «Весна» (соч. 20) для баритона, смешанного хора и оркестра на текст Н. Некрасова. О характере доверительных отношений между Морозовым и Рахманиновым свидетельствует переписка между ними, в частности, Морозову 21 марта 1909 года из Дрездена Рахманинов сообщал:

Представь себе, что Америка до сих пор ещё в воздухе. Говорю про неё только тебе, так как всем другим решил молчать. Сколько я уже про эту Америку говорил зря, что даже совестно становится повторять. Но что же делать, если эти переговоры все тянутся, то есть контракт у меня уже давно, и теперь толчемся на пустяках…

31 июля 1910 года Рахманинов писал профессору Московской консерватории Никите Семёновичу Морозову:

Я кончил только Литургию. Об Литургии я давно думал и давно к ней стремился. Принялся за неё как-то нечаянно, не сразу увлёкся. А потом очень скоро кончил. Давно не писал (…) ничего с таким удовольствием.

Скончался 1 октября 1925 года. Похоронен на 5-м участке Армянского кладбища.

## Творчество
Сочинил оперу «Алеко» (по А. С. Пушкину, 1892), романсы.
Автор теоретических работ о музыкальной форме, ритме, мелодии, лекций по гармонии. Перевёл на русский язык книгу X. Римана «Катехизис эстетики музыки».

### Избранные труды
- Морозов Н. С. Процессы творчества. — Рязань, 1925. — 21 с. — (на обл.: Антропоалэтическое пение).[5]

## Память
В Государственном центральном музее музыкальной культуры им. М. И. Глинки хранятся документы, относящиеся к Морозову (ф. 72).